# Ana Torroja
Ana Torroja Fungairiño, 3ª Marquesa de Torroja (Madrid, 28 de dezembro de 1959) é uma cantora, compositora e aristocrata espanhola. Entre 1981 e 1998, foi vocalista do grupo pop Mecano que formou com os irmãos José María e Nacho Cano, considerada uma das bandas pop mais populares da Espanha. Atualmente segue carreira solo. Atualmente é uma das mentoras do The Voice Chile.
A canção "Como Sueñan Las Sirenas" lançada pela cantora em 1995, teve uma versão cover gravada em português pela dupla Sandy & Junior em 1999, intitulada "Príncipe dos mares" a música foi lançada no Brasil com grande êxito pela dupla no álbum "As quatro estações".

## Discografia
Solo
- 1997: Puntos Cardinales
- 2000: Pasajes de Un Sueño
- 2003: Frágil
- 2006: Me Cuesta Tanto Olvidarte
- 2010: Sonrisa
- 2015: Conexión (Ao Vivo)
- 2016: Conexión - Edición Especial (Ao Vivo)

Singles
- A contratiempo/Les murs
- Como Sueñan Las Sirenas/Ananta
- Partir
- Ya no Te Quiero/Bésame
- Cachitos de Un Sueño/Una Canción de Amor
- Diosa Del Cobre
- Dulce Pesadilla
- Mes Prières
- Et Je Rêve
- Quién Dice
- Veinte Mariposas
- Me Basta Con Creer
- Cuatro Días
- No Me Canso
- Los Amantes
- Hijo de la Luna (Versão huapango)
- Sonrisa
- Tu Habitación Helada
- Soy
- Disculpa (Ao Vivo)
- Barco a Venus (Ao Vivo)
- Un Año Más - com Karla Morrison e Ximena Sariñana (Ao Vivo)
- Mujer contra mujer - com Paty Cantú (Ao Vivo)
- Cruz de Navajas (Ao Vivo)
- Sonrisa (Ao Vivo)
- No Me Canso (Ao Vivo)
- Como Sueñan Las Sirenas (Ao Vivo)
- El 7 de Septiembre - com Carlos Rivera (Ao Vivo)